# デンシレンジ
デンシレンジはプロダクションHIT所属のお笑いコンビ。

## メンバー
- 中島和広（なかじま かずひろ、1975年（昭和50年）12月9日 - ）おもにボケ担当。立ち位置は左。

神奈川県出身。血液型A型。
身長187cm、体重80kg。
- 小林敦史（こばやし あつし、1975年（昭和50年）12月5日 - ）おもにツッコミ担当。立ち位置は右。

静岡県出身。血液型A型。
身長164cm、体重58kg。

## 来歴
- 1995年（平成7年）、町田デザイン専門学校で出会う。グラフィックデザインの学校だったが、デザインの勉強はまったくせず、授業中2人でクラスメートに、手品や漫才を披露していた。

- 1997年（平成9年）、卒業後、お笑いコンビ『ジグザグ』『吉川』との、お笑い合同コント『悪あがき』に出演し、初舞台を踏む。その後もいくつかのライブに出演していたが、お互い徐々にフェードアウトしていき、小林はイベント企画会社に就職。中島はプチ引きこもり生活へと入っていく。

- 2006年（平成18年）、引きこもり生活の中島が気になっていた小林は会社を辞め、お笑いコンビの活動の話を持ち出し、2年間、代々木公園で2人だけのお笑い修行に入る。その間、小林は『お笑いLIVEガチャ!!』のイメージキャラクター『ガチャくま様』の声で、ライブ出演などもしていた。

- 2008年（平成20年）6月、正式にお笑いコンビ『デンシレンジ』を結成し、表舞台に戻った2人は、『お笑いLIVEガチャ!!』のMCに抜擢され活動を開始。

- 2009年（平成21年）8月、プロダクションHITに所属。

## 芸風
デカ（中島）とチビ（小林）の凸凹漫才
素人時代は、ダブルボケやシュールなネタが多かったが、中島ボケ、小林ツッコミのスタイルが定着してからは、徐々にベタなネタに路線変更。
代表作『宅配便』ネタは、中島の「ピンポ〜ン」や、小林のツッコミ口調を、楽屋で他の芸人によく真似される。

## エピソード
コンビ名の由来は、「俺たちもいつか『デンシレンジ』とか『ホワイトハウス』とかいうライバルコンビと出逢って、合同ライブとかやってくんだろうなぁ」などの妄想を2人が語り合っていた時、「っていうか、いっそのこと俺たちが『デンシレンジ』になったら面白いんじゃない？」という事になり、コンビ名を『デンシレンジ』に決定。
しかし、普段コンビ名の由来を聞かれた時は、ちゃんと話すのが面倒なので、「お客さんを温めるから」など、適当な返事をしている。

## 出演

### テレビ
- パフォー（NHK）
- バス☆キャバツーリスト（千葉テレビ）
- 田代まさしのいらっしゃいマーシー（MONDO21）

### ラジオ
- 赤坂お笑いDOJO（TBSラジオ）

### ライブ
- フレッシュ笑イブ『優勝』
- 亀戸ティータイム『優勝』
- お笑いライブ 名前はまだない『優勝』
- クイーンズスクエア横浜アットお笑いCHALLENGER『優勝』
- サンシャインシティお笑いトーナメント『サンシャイン賞』受賞
- お笑いLIVE ガチャ!!『司会』
- 漫才笑イブ『司会』 他